# Scopula pellonoides
Scopula pellonoides är en fjärilsart som beskrevs av Louis Beethoven Prout 1922. Scopula pellonoides ingår i släktet Scopula och familjen mätare. Inga underarter finns listade.